# Ash Sharqiyah (Saoedi-Arabië)
Ash-Sharqiyah of Oostelijke provincie (Arabisch الشرقية, Ash Sharqīyah) is de grootste provincie van Saoedi-Arabië. Deze provincie ligt in het oosten van het land langs de Perzische Golf en grenst aan Koeweit, Qatar, Verenigde Arabische Emiraten, Oman en Jemen.
Deze provincie heeft een oppervlakte van 672.522 km² en had in 2004 3.360.157 inwoners, van wie de meerderheid sjiiet zou zijn. De hoofdstad is Dammam en andere belangrijke steden zijn onder andere Khobar en Dharaan. De provincie is groter dan elk Europees land (Rusland uitgezonderd). Door de aanwezigheid van een sjiitische minderheid die lokaal een meerderheid vormt en zich achtergesteld ziet aan soennieten, is het een van de onrustigste provincies van het land. De Saoedische overheid reageert hier meestal, uit angst voor invloed van het eveneens sjiitische Iran, met harde hand op. Omdat hier echter ook vrijwel alle belangrijke olievelden van Saoedi-Arabië bevinden, is het gebied van groot economisch en strategisch belang voor he koninkrijk.
Ash-Sharqiyah werd in 1914 door de Saoediërs veroverd op het Ottomaanse Rijk. Het stond toen bekend onder de naam Al Ahsa (الأحساء). 
Het grootste deel van het Lege Kwartier ligt in Ash-Sharqiyah.